# Runtu
Runtu – rosyjska dystrybucja systemu Linux, bazująca na dystrybucji Debian i Ubuntu. Korzysta ze środowisk GNOME, LXDE i KDE. Ma wgraną bibliotekę GTK.
Ideą Runtu jest połączenie prostoty i lekkości Ubuntu z rosyjską lokalizacją wraz z zestawem niezbędnego oprogramowania, gotowego do wykorzystywania niezwłocznie po instalacji. Dystrybucja wykorzystuje repozytorium Ubuntu oraz Launchpad.